# Sônia Guajajara
Sônia Bone de Souza Silva Santos, meglio nota come Sônia Guajajara (Amarante do Maranhão, 6 marzo 1974), è un'attivista e politica brasiliana, ministra dei Popoli indigeni del Brasile dall'11 gennaio 2023.
In precedenza era stata candidata per il Partito Socialismo e Libertà alla vicepresidenza del Brasile, in ticket con Guilherme Boulos, alle presidenziali del 2018. Nel 2022 è stata inserita da Time nella lista delle 100 personalità più influenti del mondo.